# Olympische Sommerspiele 2024/Radsport – Sprint Bahn (Frauen)
Der Bahnradsprint der Frauen bei den Olympischen Spielen 2024 in Paris wurde vom 9. bis 11. August im Vélodrome National ausgetragen.

## Ablauf
Am 9. August fanden folgende Läufe statt:
- Alle 30 Fahrerinnen traten in der Qualifikation an, wo sie einzeln eine Zeit über 200 m bei fliegendem Start setzten. Die 6 langsamsten Fahrerinnen schieden aus. Für die übrigen Fahrerinnen diente die Qualifikationszeit zur Erstellung der Setzliste.
- Im so genannten 1/32-Finale fuhren 24 Athletinnen paarweise gegeneinander, die Siegerinnen kamen direkt weiter. Die zwölf Verliererinnen traten bei Hoffnungsläufen zu dritt gegeneinander an, die vier Siegerinnen kamen ebenfalls weiter.
- Im so genannten 1/16-Finale fuhren 16 Athletinnen paarweise gegeneinander, die Siegerinnen kamen direkt weiter. Die acht Verliererinnen traten bei Hoffnungsläufen zu zweit gegeneinander an, die vier Siegerinnen kamen ebenfalls weiter.

Das Programm am 10. August ist wie folgt:
- Im so genannten Achtelfinale fuhren 12 Athletinnen paarweise gegeneinander, die Siegerinnen kamen direkt weiter. Die sechs Verliererinnen traten bei Hoffnungsläufen zu dritt gegeneinander an, die zwei Siegerinnen kamen ebenfalls weiter.
- Das Viertelfinale fand nach dem Prinzip „Best of three“ statt.

Seinen Abschluss fand das Turnier am 11. August:
- Die Verliererinnen der Viertelfinals fuhren in einem einzigen Rennen zu viert die Plätze 5 bis 8 aus.
- Das Halbfinale und die Finalläufe um Gold und Bronze wurden wiederum im Modus „Best of Three“ ausgetragen.

Die vor dem Viertelfinale ausgeschiedenen Fahrerinnen wurden nach erreichter Runde und dann nach Qualifikationszeit klassiert.

## Rennverlauf
Die Qualifikation für diesen Wettbewerb richtete sich nach einer Nationen-Rangliste, in die die Ergebnisse der Bahnradsport-Weltmeisterschaften 2023, des UCI Track Cycling Nations’ Cups 2023 und 2024 sowie der kontinentalen Meisterschaften 2023 und 2024 eingingen. Ägypten zog kurzfristig seine ursprünglich nominierte Fahrerin Shahd Mohamed zurück, an ihrer Stelle rückte Ese Ukpeseraye aus Nigeria nach. Letztere musste den für sie unerwarteten Wettkampf auf einem geliehenen Rad bestreiten, mit dem sie in der Qualifikation eine persönliche Bestzeit erzielte, aber trotzdem ausschied. Nicky Degrendele und Yuan Liying traten nicht an, nachdem sie tags zuvor im Keirin-Wettbewerb gestürzt waren.
Mit Kelsey Mitchell stand die Olympiasiegerin von Tokio am Start, mit Emma Hinze, Mathilde Gros und Emma Finucane die drei letzten Weltmeisterinnen, und mit Lea Sophie Friedrich und Ellesse Andrews die übrigen Medaillengewinnerinnen der Weltmeisterschaften 2023. In der Qualifikation setzte Finucane eine neue Weltrekordzeit über 200 Meter bei fliegendem Start, die von Friedrich noch mit 10,029 s unterboten wurde. Auch Andrews und Sophie Capewell blieben unter der Marke von 10,154 s, die Mitchell 2019 aufgestellt hatte. Die erst 18-jährige Stefany Cuadrado verbesserte den sieben Jahre alten Junioren-Weltrekord von Gros zum zwei Zehntelsekunden auf 10,508 s.
In den Sprintduellen bestätigten sich weitgehend die Ergebnisse der Qualifikation, insbesondere gewannen die drei schnellsten Fahrerinnen am Ende auch die Medaillen, wenngleich in anderer Reihenfolge: Andrews siegte im Halbfinale zunächst über Finucane und im Finale über Friedrich. Nach ihrem Triumph im Keirin gewann sie so eine zweite Goldmedaille, nachdem sie bereits im Teamsprint mit der neuseeländischen Mannschaft Zweite geworden war.

## Ergebnisse
Die angegebenen Zeiten sind auf den letzten 200 m gemessen. Außer in der Qualifikation hatten sie nur statistische Bedeutung.

### Qualifikation
| Rang | Name                         | Nation         | Zeit     | Anm.  |
| ---- | ---------------------------- | -------------- | -------- | ----- |
| 1    | Lea Sophie Friedrich         | Deutschland    | 10,029 s | Q, WR |
| 2    | Emma Finucane                | Großbritannien | 10,067 s | Q     |
| 3    | Ellesse Andrews              | Neuseeland     | 10,108 s | Q     |
| 4    | Sophie Capewell              | Großbritannien | 10,132 s | Q     |
| 5    | Mathilde Gros                | Frankreich     | 10,182 s | Q     |
| 6    | Emma Hinze                   | Deutschland    | 10,198 s | Q     |
| 7    | Mina Satō                    | Japan          | 10,257 s | Q     |
| 8    | Hetty van de Wouw            | Niederlande    | 10,263 s | Q     |
| 9    | Shaane Fulton                | Neuseeland     | 10,281 s | Q     |
| 10   | Kelsey Mitchell              | Kanada         | 10,285 s | Q     |
| 11   | Kristina Clonan              | Australien     | 10,310 s | Q     |
| 12   | Lauriane Genest              | Kanada         | 10,310 s | Q     |
| 13   | Martha Bayona                | Kolumbien      | 10,411 s | Q     |
| 14   | Steffie van der Peet         | Niederlande    | 10,479 s | Q     |
| 15   | Stefany Cuadrado             | Kolumbien      | 10,508 s | Q     |
| 16   | Miriam Vece                  | Italien        | 10,560 s | Q     |
| 17   | Daniela Gaxiola              | Mexiko         | 10,581 s | Q     |
| 18   | Taky Marie-Divine Kouamé     | Frankreich     | 10,634 s | Q     |
| 19   | Yuli Verdugo                 | Mexiko         | 10,637 s | Q     |
| 20   | Riyu Ohta                    | Japan          | 10,659 s | Q     |
| 21   | Nurul Izzah Izzati Mohd Asri | Malaysia       | 10,709 s | Q     |
| 22   | Bao Shanju                   | China          | 10,744 s | Q     |
| 23   | Marlena Karwacka             | Polen          | 10,758 s | Q     |
| 24   | Julie Nicolaes               | Belgien        | 10,809 s | Q     |
| 25   | Nikola Sibiak                | Polen          | 10,945 s |       |
| 26   | Sara Fiorin                  | Italien        | 11,085 s |       |
| 27   | Chloe Moran                  | Australien     | 11,112 s |       |
| 28   | Ese Ukpeseraye               | Nigeria        | 11,652 s |       |
| —    | Nicky Degrendele             | Belgien        | DNS      |       |
| —    | Yuan Liying                  | China          | DNS      |       |

### 1/32-Finale
| Lauf | #   | Name                         | Nation         | Zeit      | Anm. |
| ---- | --- | ---------------------------- | -------------- | --------- | ---- |
| A1   | Q1  | Lea Sophie Friedrich         | Deutschland    | 10,997 s  | Q    |
| A1   | Q24 | Julie Nicolaes               | Belgien        | + 1,015 s |      |
| A2   | Q2  | Emma Finucane                | Großbritannien | 11,172 s  | Q    |
| A2   | Q23 | Marlena Karwacka             | Polen          | + 0,632 s |      |
| A3   | Q3  | Ellesse Andrews              | Neuseeland     | 10,986 s  | Q    |
| A3   | Q22 | Bao Shanju                   | China          | + 0,312 s |      |
| A4   | Q4  | Sophie Capewell              | Großbritannien | 10,886 s  | Q    |
| A4   | Q21 | Nurul Izzah Izzati Mohd Asri | Malaysia       | + 0,081 s |      |
| A5   | Q5  | Mathilde Gros                | Frankreich     | 11,001 s  | Q    |
| A5   | Q20 | Riyu Ohta                    | Japan          | + 0,201 s |      |
| A6   | Q6  | Emma Hinze                   | Deutschland    | 10,928 s  | Q    |
| A6   | Q19 | Yuli Verdugo                 | Mexiko         | + 0,119 s |      |
| A7   | Q7  | Mina Satō                    | Japan          | 11,023 s  | Q    |
| A7   | Q18 | Taky Marie-Divine Kouamé     | Frankreich     | + 0,112 s |      |
| A8   | Q8  | Hetty van de Wouw            | Niederlande    | 10,883 s  | Q    |
| A8   | Q17 | Daniela Gaxiola              | Mexiko         | + 0,187 s |      |
| A9   | Q9  | Shaane Fulton                | Neuseeland     | 10,933 s  | Q    |
| A9   | Q16 | Miriam Vece                  | Italien        | + 0,250 s |      |
| A10  | Q10 | Kelsey Mitchell              | Kanada         | 10,850 s  | Q    |
| A10  | Q15 | Stefany Cuadrado             | Kolumbien      | + 0,378 s |      |
| A11  | Q11 | Kristina Clonan              | Australien     | 10,980 s  | Q    |
| A11  | Q14 | Steffie van der Peet         | Niederlande    | + 0,100 s |      |
| A12  | Q12 | Lauriane Genest              | Kanada         | + 0,064 s |      |
| A12  | Q13 | Martha Bayona                | Kolumbien      | 10,932 s  | Q    |

Hoffnungsläufe
| Lauf | #   | Name                         | Nation      | Zeit      | Anm. |
| ---- | --- | ---------------------------- | ----------- | --------- | ---- |
| B1   | A1  | Julie Nicolaes               | Belgien     | + 0,509 s |      |
| B1   | A8  | Daniela Gaxiola              | Mexiko      | 11,085 s  | Q    |
| B1   | A9  | Miriam Vece                  | Italien     | + 0,004 s |      |
| B2   | A2  | Marlena Karwacka             | Polen       | + 0,065 s |      |
| B2   | A7  | Taky Marie-Divine Kouamé     | Frankreich  | 11,211 s  | Q    |
| B2   | A10 | Stefany Cuadrado             | Kolumbien   | + 1,258 s |      |
| B3   | A3  | Bao Shanju                   | China       | + 0,127 s |      |
| B3   | A6  | Yuli Verdugo                 | Mexiko      | + 0,001 s |      |
| B3   | A11 | Steffie van der Peet         | Niederlande | 11,155 s  | Q    |
| B4   | A4  | Nurul Izzah Izzati Mohd Asri | Malaysia    | + 0,059 s |      |
| B4   | A5  | Riyu Ohta                    | Japan       | + 0,326 s |      |
| B4   | A12 | Lauriane Genest              | Kanada      | 10,986 s  | Q    |

### 1/16-Finale
| Lauf | #   | Name                     | Nation         | Zeit      | Anm. |
| ---- | --- | ------------------------ | -------------- | --------- | ---- |
| C1   | A1  | Lea Sophie Friedrich     | Deutschland    | 10,671 s  | Q    |
| C1   | B4  | Lauriane Genest          | Kanada         | + 0,220 s |      |
| C2   | A2  | Emma Finucane            | Großbritannien | 11,203 s  | Q    |
| C2   | B3  | Steffie van der Peet     | Niederlande    | + 0,127 s |      |
| C3   | A3  | Ellesse Andrews          | Neuseeland     | 11,271 s  | Q    |
| C3   | B2  | Taky Marie-Divine Kouamé | Frankreich     | + 0,146 s |      |
| C4   | A4  | Sophie Capewell          | Großbritannien | 10,810 s  | Q    |
| C4   | B1  | Daniela Gaxiola          | Mexiko         | + 0,077 s |      |
| C5   | A5  | Mathilde Gros            | Frankreich     | 10,788 s  | Q    |
| C5   | A12 | Martha Bayona            | Kolumbien      | + 0,016 s |      |
| C6   | A6  | Emma Hinze               | Deutschland    | 10,886 s  | Q    |
| C6   | A11 | Kristina Clonan          | Australien     | + 0,087 s |      |
| C7   | A7  | Mina Satō                | Japan          | 10,816 s  | Q    |
| C7   | A10 | Kelsey Mitchell          | Kanada         | + 0,042 s |      |
| C8   | A8  | Hetty van de Wouw        | Niederlande    | 10,769 s  | Q    |
| C8   | A9  | Shaane Fulton            | Neuseeland     | + 0,001 s |      |

Hoffnungsläufe
| Lauf | #  | Name                     | Nation      | Zeit      | Anm. |
| ---- | -- | ------------------------ | ----------- | --------- | ---- |
| D1   | C1 | Lauriane Genest          | Kanada      | + 0,179 s |      |
| D1   | C8 | Shaane Fulton            | Neuseeland  | 10,875 s  | Q    |
| D2   | C2 | Steffie van der Peet     | Niederlande | + 0,070 s |      |
| D2   | C7 | Kelsey Mitchell          | Kanada      | 10,846 s  | Q    |
| D3   | C3 | Taky Marie-Divine Kouamé | Frankreich  | + 0,860 s |      |
| D3   | C6 | Kristina Clonan          | Australien  | 10,804 s  | Q    |
| D4   | C4 | Daniela Gaxiola          | Mexiko      | + 0,131 s |      |
| D4   | C5 | Martha Bayona            | Kolumbien   | 11,081 s  | Q    |

### Achtelfinale
| Lauf | #  | Name                 | Nation         | Zeit      | Anm. |
| ---- | -- | -------------------- | -------------- | --------- | ---- |
| E1   | C1 | Lea Sophie Friedrich | Deutschland    | 10,716 s  | Q    |
| E1   | D4 | Martha Bayona        | Kolumbien      | + 0,091 s |      |
| E2   | C2 | Emma Finucane        | Großbritannien | 10,549 s  | Q    |
| E2   | D3 | Kristina Clonan      | Australien     | + 0,658 s |      |
| E3   | C3 | Ellesse Andrews      | Neuseeland     | 10,917 s  | Q    |
| E3   | D2 | Kelsey Mitchell      | Kanada         | + 0,116 s |      |
| E4   | C4 | Sophie Capewell      | Großbritannien | 10,811 s  | Q    |
| E4   | D1 | Shaane Fulton        | Neuseeland     | + 0,004 s |      |
| E5   | C5 | Mathilde Gros        | Frankreich     | + 0,245 s |      |
| E5   | C8 | Hetty van de Wouw    | Niederlande    | 10,732 s  | Q    |
| E6   | C6 | Emma Hinze           | Deutschland    | 10,838 s  | Q    |
| E6   | C7 | Mina Satō            | Japan          | + 0,032 s |      |

Hoffnungsläufe
| Lauf | #  | Name            | Nation     | Zeit      | Anm. |
| ---- | -- | --------------- | ---------- | --------- | ---- |
| F1   | E1 | Martha Bayona   | Kolumbien  | 10,871 s  | Q    |
| F1   | E4 | Shaane Fulton   | Neuseeland | + 0,276 s |      |
| F1   | E5 | Mathilde Gros   | Frankreich | + 0,027 s |      |
| F2   | E2 | Kristina Clonan | Australien | + 0,295 s |      |
| F2   | E3 | Kelsey Mitchell | Kanada     | 10,613 s  | Q    |
| F2   | E6 | Mina Satō       | Japan      | + 0,111 s |      |

### Viertelfinale
| Lauf | #  | Name                 | Nation         | 1. Lauf   | 2. Lauf   | 3. Lauf | Anm. |
| ---- | -- | -------------------- | -------------- | --------- | --------- | ------- | ---- |
| G1   | E1 | Lea Sophie Friedrich | Deutschland    | 10,774 s  | 10,684 s  | —       | Q    |
| G1   | F2 | Kelsey Mitchell      | Kanada         | + 0,217 s | + 0,052 s | —       |      |
| G2   | E2 | Emma Finucane        | Großbritannien | 10,877 s  | 10,707 s  | —       | Q    |
| G2   | F1 | Martha Bayona        | Kolumbien      | + 0,076 s | + 0,147 s | —       |      |
| G3   | E3 | Ellesse Andrews      | Neuseeland     | 10,746 s  | 10,795 s  | —       | Q    |
| G3   | E6 | Emma Hinze           | Deutschland    | + 0,048 s | + 0,036 s | —       |      |
| G4   | E4 | Sophie Capewell      | Großbritannien | + 0,088 s | + 0,140 s | —       |      |
| G4   | E5 | Hetty van de Wouw    | Niederlande    | 10,639 s  | 10,672 s  | —       | Q    |

Rennen um Plätze 5 bis 8
| Rang | Name            | Nation         | Zeit      | Anm. |
| ---- | --------------- | -------------- | --------- | ---- |
| 5    | Sophie Capewell | Großbritannien | 10,780 s  |      |
| 6    | Emma Hinze      | Deutschland    | + 0,064 s |      |
| 7    | Martha Bayona   | Kolumbien      | + 0,092 s |      |
| 8    | Kelsey Mitchell | Kanada         | + 0,493 s |      |

### Halbfinale
| Lauf | #  | Name                 | Nation         | 1. Lauf   | 2. Lauf   | 3. Lauf   | Anm. |
| ---- | -- | -------------------- | -------------- | --------- | --------- | --------- | ---- |
| H1   | G1 | Lea Sophie Friedrich | Deutschland    | + 0,014 s | 10,718 s  | 10,721 s  | Q    |
| H1   | G4 | Hetty van de Wouw    | Niederlande    | 10,687 s  | + 0,053 s | + 0,151 s |      |
| H2   | G2 | Emma Finucane        | Großbritannien | + 0,096 s | + 0,050 s | —         |      |
| H2   | G3 | Ellesse Andrews      | Neuseeland     | 10,565 s  | 10,710 s  | —         | Q    |

### Finalläufe
Finale um Bronze
| Name              | Nation         | 1. Lauf   | 2. Lauf   | 3. Lauf | Anm. |
| ----------------- | -------------- | --------- | --------- | ------- | ---- |
| Hetty van de Wouw | Niederlande    | + 0,237 s | + 0,160 s | —       |      |
| Emma Finucane     | Großbritannien | 10,770 s  | 10,629 s  | —       |      |

Finale um Gold
| Name                 | Nation      | 1. Lauf   | 2. Lauf   | 3. Lauf | Anm. |
| -------------------- | ----------- | --------- | --------- | ------- | ---- |
| Lea Sophie Friedrich | Deutschland | + 0,095 s | + 0,624 s | —       |      |
| Ellesse Andrews      | Neuseeland  | 10,685 s  | 10,516 s  | —       |      |

## Gesamtklassement
| Rang                 | Name                         | Nation         |
| -------------------- | ---------------------------- | -------------- |
| 1                    | Ellesse Andrews              | Neuseeland     |
| 2                    | Lea Sophie Friedrich         | Deutschland    |
| 3                    | Emma Finucane                | Großbritannien |
| 4                    | Hetty van de Wouw            | Niederlande    |
| 5                    | Sophie Capewell              | Großbritannien |
| 6                    | Emma Hinze                   | Deutschland    |
| 7                    | Martha Bayona                | Kolumbien      |
| 8                    | Kelsey Mitchell              | Kanada         |
| 9                    | Mathilde Gros                | Frankreich     |
| 10                   | Mina Satō                    | Japan          |
| 11                   | Shaane Fulton                | Neuseeland     |
| 12                   | Kristina Clonan              | Australien     |
| 13                   | Lauriane Genest              | Kanada         |
| 14                   | Steffie van der Peet         | Niederlande    |
| 15                   | Daniela Gaxiola              | Mexiko         |
| 16                   | Taky Marie-Divine Kouamé     | Frankreich     |
| 17                   | Stefany Cuadrado             | Kolumbien      |
| 18                   | Miriam Vece                  | Italien        |
| 19                   | Yuli Verdugo                 | Mexiko         |
| 20                   | Riyu Ohta                    | Japan          |
| 21                   | Nurul Izzah Izzati Mohd Asri | Malaysia       |
| 22                   | Bao Shanju                   | China          |
| 23                   | Marlena Karwacka             | Polen          |
| 24                   | Julie Nicolaes               | Belgien        |
| 25                   | Nikola Sibiak                | Polen          |
| 26                   | Sara Fiorin                  | Italien        |
| 27                   | Chloe Moran                  | Australien     |
| 28                   | Ese Ukpeseraye               | Nigeria        |
| Nicht in der Wertung |                              |                |
| —                    | Nicky Degrendele             | Belgien        |
| —                    | Yuan Liying                  | China          |